# Belgio ai Giochi olimpici
Il Belgio ha partecipato per la prima volta ai Giochi olimpici nel 1900.
Ha vinto 165 medaglie ai Giochi olimpici estivi e 8 ai Giochi olimpici invernali.
Il Comitato Olimpico Interfederale Belga fu creato e riconosciuto nel 1906.

## Medaglieri

### Medaglie ai Giochi olimpici estivi
| Giochi                           | Oro              | Argento          | Bronzo           | Totale           |
| -------------------------------- | ---------------- | ---------------- | ---------------- | ---------------- |
| Parigi 1900                      | 5                | 5                | 5                | 15               |
| Saint Louis 1904                 | non partecipante | non partecipante | non partecipante | non partecipante |
| Londra 1908                      | 1                | 5                | 2                | 8                |
| Stoccolma 1912                   | 2                | 1                | 3                | 6                |
| Anversa 1920 (nazione ospitante) | 14               | 11               | 11               | 36               |
| Parigi 1924                      | 3                | 7                | 3                | 13               |
| Amsterdam 1928                   | 0                | 1                | 2                | 3                |
| Los Angeles 1932                 | 0                | 0                | 0                | 0                |
| Berlino 1936                     | 0                | 0                | 2                | 2                |
| Londra 1948                      | 2                | 2                | 3                | 7                |
| Helsinki 1952                    | 2                | 2                | 0                | 4                |
| Melbourne 1956                   | 0                | 2                | 0                | 2                |
| Roma 1960                        | 0                | 2                | 2                | 4                |
| Tokyo 1964                       | 2                | 0                | 1                | 3                |
| Città del Messico 1968           | 0                | 1                | 1                | 2                |
| Monaco di Baviera 1972           | 0                | 2                | 0                | 2                |
| Montréal 1976                    | 0                | 3                | 3                | 6                |
| Mosca 1980                       | 1                | 0                | 0                | 1                |
| Los Angeles 1984                 | 1                | 1                | 2                | 4                |
| Seul 1988                        | 0                | 0                | 2                | 2                |
| Barcellona 1992                  | 0                | 1                | 2                | 3                |
| Atlanta 1996                     | 2                | 2                | 2                | 6                |
| Sydney 2000                      | 0                | 2                | 3                | 5                |
| Atene 2004                       | 1                | 0                | 2                | 3                |
| Pechino 2008                     | 2                | 0                | 0                | 2                |
| Londra 2012                      | 0                | 1                | 2                | 3                |
| Rio de Janeiro 2016              | 2                | 2                | 2                | 6                |
| Tokyo 2020                       | 3                | 1                | 3                | 7                |
| Parigi 2024                      | 3                | 1                | 6                | 10               |
| Totale                           | 46               | 55               | 64               | 165              |

### Medaglie ai Giochi olimpici invernali
| Giochi                      | Oro              | Argento          | Bronzo           | Totale           |
| --------------------------- | ---------------- | ---------------- | ---------------- | ---------------- |
| Chamonix 1924               | 0                | 0                | 1                | 1                |
| St. Moritz 1928             | 0                | 0                | 1                | 1                |
| Lake Placid 1932            | 0                | 0                | 0                | 0                |
| Garmisch-Partenkirchen 1936 | 0                | 0                | 0                | 0                |
| St. Moritz 1948             | 1                | 1                | 0                | 2                |
| Oslo 1952                   | 0                | 0                | 0                | 0                |
| Cortina d'Ampezzo 1956      | 0                | 0                | 0                | 0                |
| Squaw Valley 1960           | non partecipante | non partecipante | non partecipante | non partecipante |
| Innsbruck 1964              | 0                | 0                | 0                | 0                |
| Grenoble 1968               | non partecipante | non partecipante | non partecipante | non partecipante |
| Sapporo 1972                | 0                | 0                | 0                | 0                |
| Innsbruck 1976              | 0                | 0                | 0                | 0                |
| Lake Placid 1980            | 0                | 0                | 0                | 0                |
| Sarajevo 1984               | 0                | 0                | 0                | 0                |
| Calgary 1988                | 0                | 0                | 0                | 0                |
| Albertville 1992            | 0                | 0                | 0                | 0                |
| Lillehammer 1994            | 0                | 0                | 0                | 0                |
| Nagano 1998                 | 0                | 0                | 1                | 1                |
| Salt Lake City 2002         | 0                | 0                | 0                | 0                |
| Torino 2006                 | 0                | 0                | 0                | 0                |
| Vancouver 2010              | 0                | 0                | 0                | 0                |
| Soči 2014                   | 0                | 0                | 0                | 0                |
| Pyeongchang 2018            | 0                | 1                | 0                | 1                |
| Pechino 2022                | 1                | 0                | 1                | 2                |
| Totale                      | 2                | 2                | 4                | 8                |

## Medaglie per sport

### Sport estivi
| Sport             | Oro | Argento | Bronzo | Totale |
| ----------------- | --- | ------- | ------ | ------ |
| Tiro con l'arco   | 11  | 6       | 3      | 20     |
| Ciclismo          | 9   | 9       | 14     | 32     |
| Atletica leggera  | 7   | 6       | 4      | 17     |
| Equitazione       | 4   | 2       | 7      | 13     |
| Scherma           | 3   | 3       | 4      | 10     |
| Vela              | 2   | 4       | 3      | 9      |
| Judo              | 2   | 1       | 11     | 14     |
| Tiro a segno      | 1   | 4       | 3      | 8      |
| Nuoto             | 1   | 2       | 2      | 5      |
| Sollevamento pesi | 1   | 2       | 1      | 4      |
| Pugilato          | 1   | 1       | 2      | 4      |
| Ginnastica        | 1   | 1       | 1      | 3      |
| Hockey su prato   | 1   | 1       | 1      | 3      |
| Calcio            | 1   | 0       | 1      | 2      |
| Tennis            | 1   | 0       | 1      | 2      |
| Canottaggio       | 0   | 6       | 2      | 8      |
| Pallanuoto        | 0   | 4       | 2      | 6      |
| Lotta             | 0   | 3       | 0      | 3      |
| Taekwondo         | 0   | 0       | 1      | 1      |
| Tiro alla fune    | 0   | 0       | 1      | 1      |
| Totale            | 46  | 55      | 64     | 165    |

#### Sport invernali
| Sport                   | Oro | Argento | Bronzo | Totale |
| ----------------------- | --- | ------- | ------ | ------ |
| Pattinaggio di velocità | 1   | 1       | 1      | 3      |
| Pattinaggio di figura   | 1   | 0       | 1      | 2      |
| Bob                     | 0   | 1       | 1      | 2      |
| Short track             | 0   | 0       | 1      | 1      |
| Totale                  | 2   | 2       | 4      | 8      |